# Kolonia Złotoria
Kolonia Złotoria – nieoficjalny przysiółek wsi Złotoria w Polsce położony w województwie podlaskim, w powiecie białostockim, w gminie Choroszcz.
W latach 1975–1998 miejscowość administracyjnie należała do województwa białostockiego.
Wierni kościoła rzymskokatolickiego należą do parafii św. Józefa w Złotorii.